# Licença livre

capa do fanzine Homo Eternus n. 1 © 1993 por Gazy Andraus está licenciada sob CC BY-NC-SA 4.0

Licença livre é toda licença que garante ao receptor de uma obra protegida por direito autoral, as liberdades de utilizar e gozar dos benefícios de seu uso, copiar e distribuir, estudar e modificar, e distribuir modificações daquela obra.
Para que essas liberdades sejam eficientes, tais licenças são concedidas em caráter irrevogável e, quando aplicável, exigem que o trabalho seja distribuído de forma a facilitar modificações futuras. No caso dos softwares, faz-se necessário fornecer sempre o código fonte.

## Licenças daFree Software Foundation
Algumas das licenças livres mais conhecidas foram criadas pela Free Software Foundation no contexto do Software Livre, mais especificamente do projeto GNU.
Além de oferecer as liberdades, as licenças da Free Software Foundation também implementam o mecanismo de copyleft, que exige a preservação das liberdades na distribuição de cópias e de obras derivadas.

### GNU General Public License
A General Public License (GPL) visa garantir quatro liberdades básicas ao usuário de programas de computador:
1. A liberdade de executar o programa, para qualquer propósito;
2. A liberdade de estudar como o programa funciona e adaptá-lo para as suas necessidades. O acesso ao código-fonte é um pré-requisito para esta liberdade;
3. A liberdade de redistribuir cópias de modo que você possa ajudar ao seu próximo;
4. A liberdade de aperfeiçoar o programa, e liberar os seus aperfeiçoamentos, de modo que toda a comunidade se beneficie deles. O acesso ao código-fonte é um pré-requisito para esta liberdade.

### GNU Free Documentation License
A Free Documentation License (GFDL), ou Licença GNU de Documentação Livre, foi originalmente concebida para manuais técnicos e para a documentação de Software Livre, aplicando os princípios do mesmo para textos e outras formas de expressão. Seu uso difundiu-se para outras áreas, por exemplo, a GFDL foi a licença utilizada na Wikipédia quando da sua criação.

## Licenças Creative Commons
A Creative Commons é uma organização dedicada a oferecer licenças menos restritivas que todos os direitos reservados para obras culturais, educacionais, artísticas e outros contextos que não o do software. Algumas licenças Creative Commons são licenças livres.

### Licenças livres
| Símbolo               | Nome                  | Descrição |
| --------------------- | --------------------- | --- |
| Atribuição            | Atribuição (BY)       | Os licenciados têm o direito de copiar, distribuir, exibir e executar a obra e fazer trabalhos derivados dela, conquanto que deem créditos devidos ao autor ou licenciador, na maneira especificada por estes. |
| CompartilhaIgual (SA) | CompartilhaIgual (SA) | Os licenciados devem distribuir obras derivadas somente sob uma licença idêntica à que governa a obra original.                                                                                                |

### Licenças não livres
Algumas licenças Creative Commons não são licenças livres, por não garantirem uma ou mais liberdades. Os seguintes atributos que podem ser incorporados na escolha de uma licença Creative Commons violam as liberdades e não podem ser incluidos em obras designadas livres.
| Símbolo       | Nome               | Descrição |
| ------------- | ------------------ | --- |
| NãoComercial  | NãoComercial (NC)  | Os licenciados podem copiar, distribuir, exibir e executar a obra e fazer trabalhos derivados dela, desde que sejam para fins não-comerciais |
| SemDerivações | SemDerivações (ND) | Os licenciados podem copiar, distribuir, exibir e executar apenas cópias exatas da obra, não podendo criar derivações da mesma.              |